# Parc zoologique de Champrepus
Koordinaten: 48° 50′ 2,7″ N, 1° 19′ 22,1″ W
Der Parc zoologique de Champrepus ist ein Zoo, der sich in der französischen Stadt Champrepus im Département Manche in der Region Normandie befindet. Die Stadt Caen liegt in einer Entfernung von rund 80 Kilometern im Nordosten. Der Zoo ist bei der European Association of Zoos and Aquaria (EAZA) akkreditiert.

## Geschichte
Lucien Lebreton, ein Landwirt aus der Normandie, hatte ein besonderes Interesse an Tieren, im Besonderen der Vogelzucht. So errichtete er am Rand der vielbefahrenen Straße von Villedieu-les-Poêles nach Grandville eine große Voliere, in der er Rebhühner und Fasanenartige züchtete. Oftmals hielten Autofahrer an, um sich die Vögel anzuschauen. Vielfach brachte man ihm verletzte oder kranke Wildtiere, die er gesund pflegte. So entstanden mit der Zeit die erste Aufnahmestation für Wildtiere der Region sowie ein kleiner Tierpark mit europäischen Wildtieren. Aufgrund der starken Beachtung seines Tierparks begann Lebreton mit dem Verkauf von Eintrittskarten und eröffnete am 1. Juli 1957 den Parc zoologique de Champrepus. Auf dem Gelände war seine gesamte Familie mit Begeisterung beschäftigt. So war es folgerichtig, dass seine beiden Enkel, Yves und Jacques Lebreton, die Tierliebe des Großvaters und die Leidenschaft für Tiergärten im Allgemeinen und den Zoo de Champrepus im Besonderen ebenfalls empfanden. Nach dem Tod des Großvaters übernahm Yves Lebreton, ein ausgebildeter Landwirt, 1980 die Leitung des Zoos. Zwei Jahre später trat sein Bruder Jacques, der ein Biologie-Studium abgeschlossen hatte, an seine Seite und beide teilten sich die Leitung des Zoos. In den folgenden Jahren wuchs der Tierbestand, das Gelände wurde erweitert und die Anlagen wurden nach und nach den tiergärtnerischen Erfordernissen angepasst.
Ein besonderes Anliegen des Zoos ist es, den Bedürfnissen von Menschen mit Behinderung gerecht zu werden und ihnen einen angemessenen Besuch zu ermöglichen. Nachdem der Zoo 2001 und 2008 Auszeichnungen für seine Park- und Gartengestaltung erhalten hatte, wurde ihm 2017 die Auszeichnung Tourisme et handicap (Tourismus und Handicap) verliehen. Mit dieser Auszeichnung wird die geleistete Arbeit des gesamten Zoo-Teams gewürdigt, das die Einhaltung der Standards für den Zugang von Menschen mit Behinderungen in öffentlich zugänglichen Orten beachtet.

## Anlagenkonzept und Tierbestand
Das Gelände ist in mehrere Hauptabschnitte unterteilt, die eine Kombination von Tier- und Gartenanlagen darstellen. Diese sind als Garten der drei Kontinente, Tropische Volieren, Flamingo-Sumpflandschaft, Garten der duftenden Pflanzen, Grasland sowie Garten Madagaskars bezeichnet. Der Zugang zu den Anlagen wurde behindertengerecht gestaltet, beispielsweise ist das Gefälle der Wege kleiner als 4 %, die Wege sind rollstuhlgerecht, eine akustische Magnetschleife wurde für Hörgeschädigte installiert und die Informationstafeln sind für Sehbehinderte vergrößert dargestellt. Im Parc zoologique de Champrepus werden auf einem ca. 10 Hektar großen Gelände rund 78 Tierarten gehalten, nämlich 35 Säugetierarten, 42 Vogelarten und eine Fischart (Koi) (Stand 2023).

## Arterhaltungsprogramme
Der Parc zoologique de Champrepus beteiligt sich aktiv an Europäischen Zuchtprogrammen zum Schutz gefährdeter Arten und gründete den Verein Gaïa Conservation, dessen Hauptziel darin besteht, Gelder zu sammeln, um Naturschutzprojekte in natürlichen Umgebungen zu unterstützen. Der Zoo in Champrépus und Gaïa Conservation sind Partner von d’Antongil Conservation à Madagascar in Madagaskar und der Association pour la Sauvegarde des Girafes du Niger in Niger. Es beteiligt sich auch an verschiedenen Projekten der Association Française des Parcs Zoologiques (AFdPZ).

## Bilder
Die nachfolgende Bildauswahl zeigt einige Tiere aus dem Bestand des Parc zoologique de Champrepus:

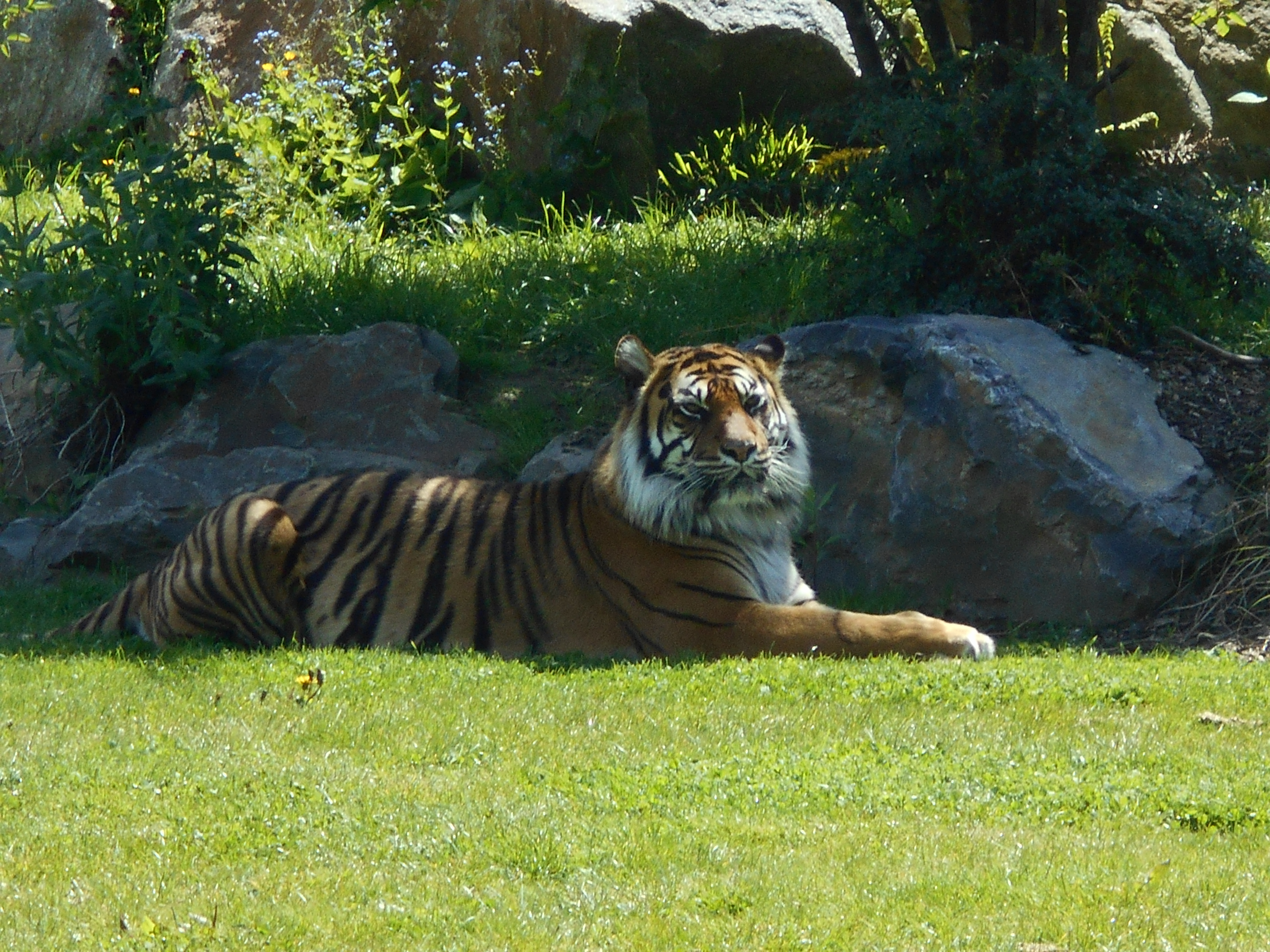
Sumatra-Tiger
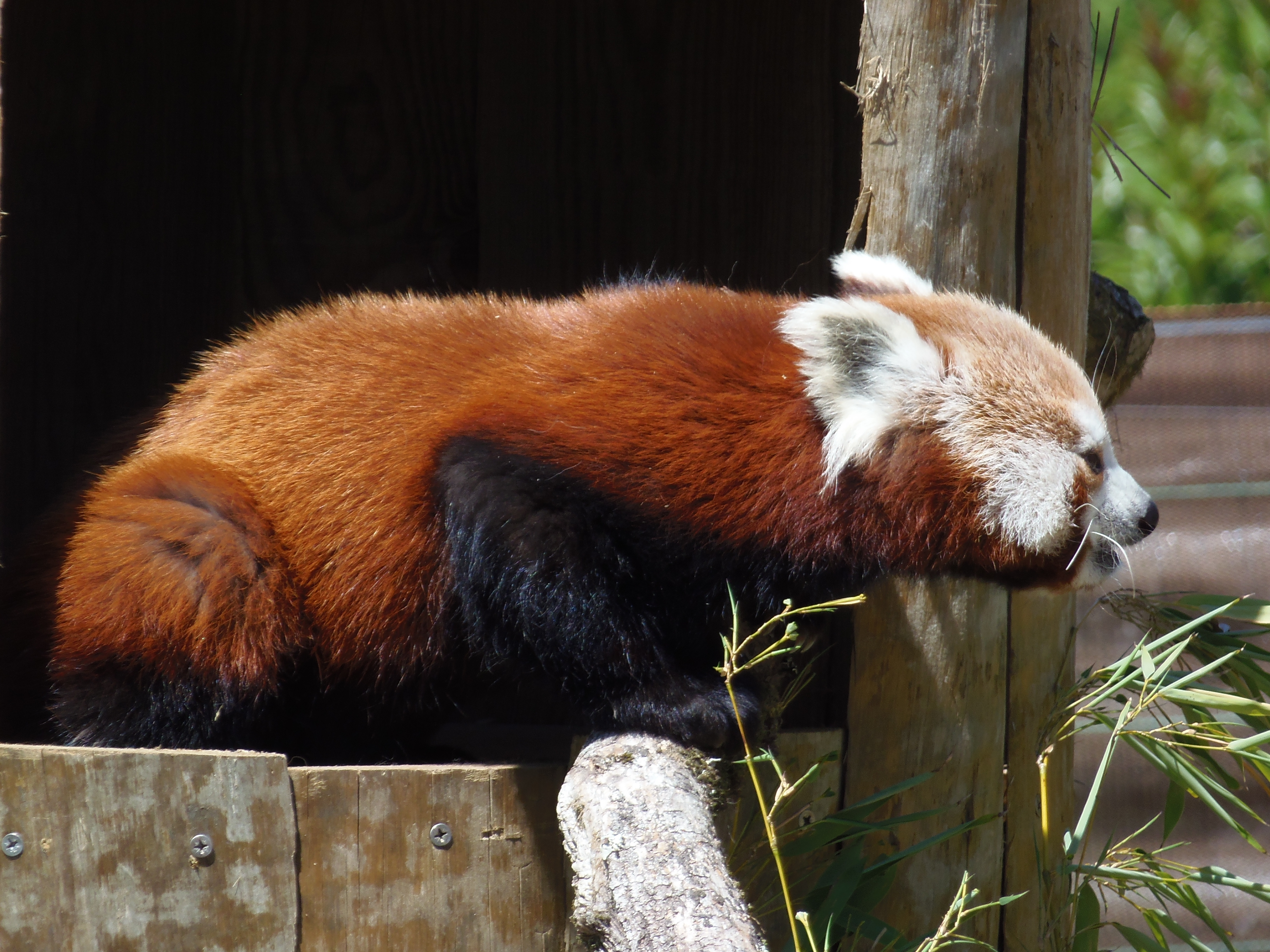
Westlicher Kleiner Panda
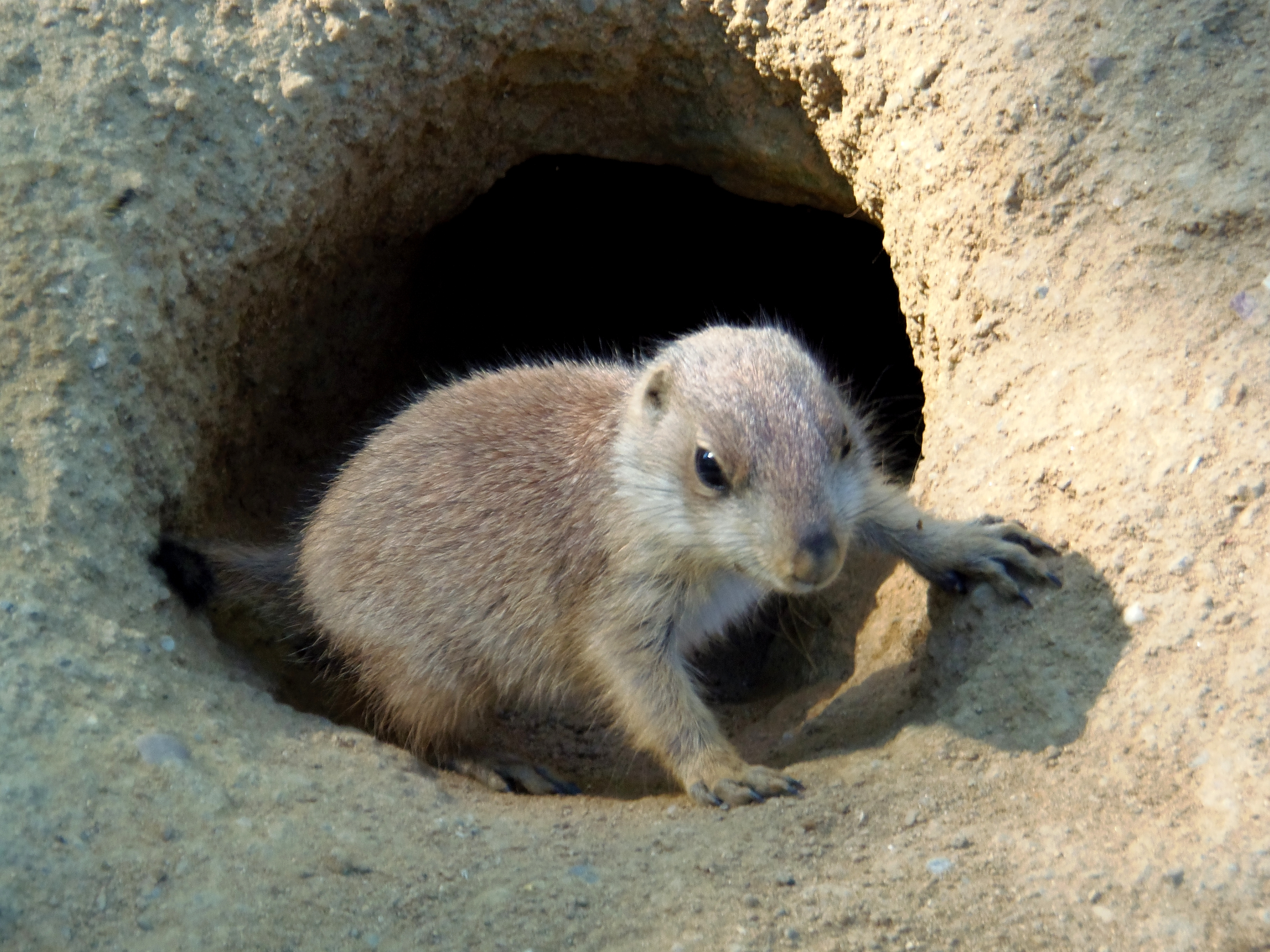
Schwarzschwanz-Präriehund, Jungtier
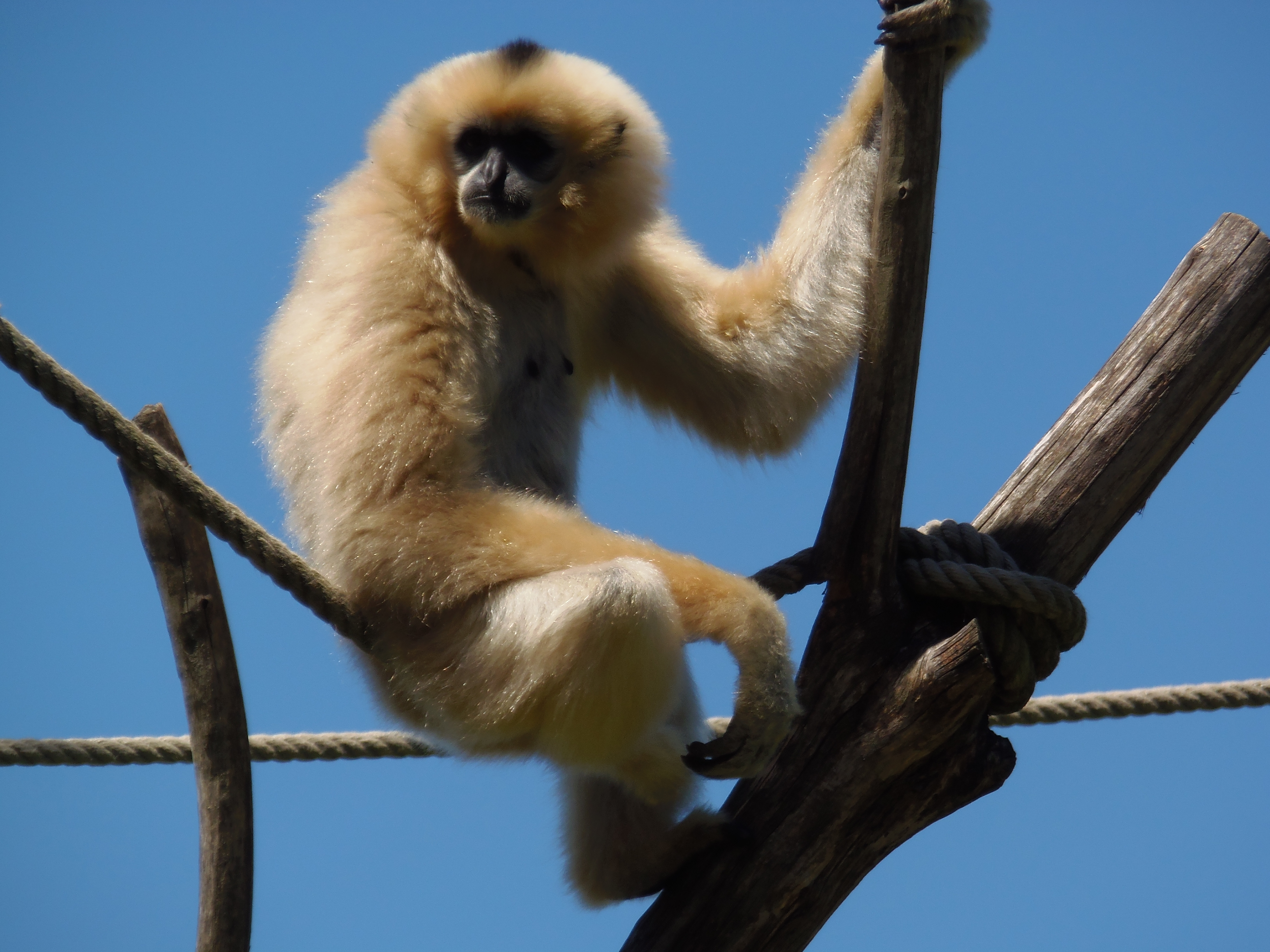
Südlicher Gelbwangengibbon
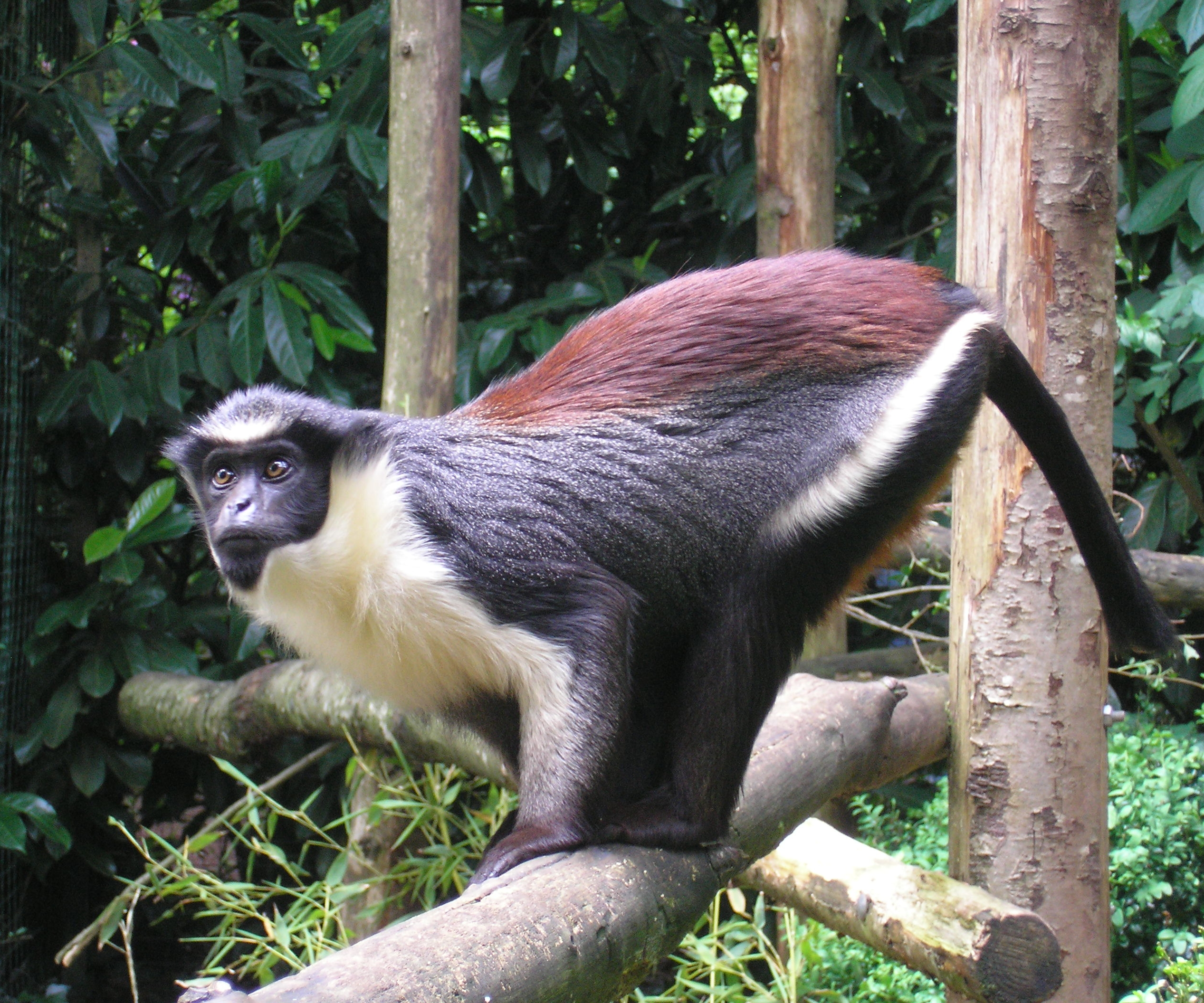
Dianameerkatze